# Ted Bessell
Ted Bessell est un acteur et réalisateur américain né le 20 mars 1935 dans le Queens, New York (États-Unis), mort le 6 octobre 1996 à Los Angeles (Californie).

## Filmographie

### comme Acteur
- 1995 : Une fille à scandales ("The Naked Truth") (série télévisée)
- 1961 : Un pyjama pour deux (Lover Come Back) de Delbert Mann : Elevator Operator
- 1961 : Le Héros d'Iwo-Jima (The Outsider) de Delbert Mann : Kid
- 1962 : It's a Man's World (en) (série télévisée) : Tom-Tom DeWitt
- 1963 : Le Combat du capitaine Newman (Captain Newman, M.D.) de David Miller : Carrozzo (patient)
- 1965 : McHale's Navy Joins the Air Force (en) d'Edward Montagne (en) : Lt. Wilbur Harkness
- 1965 : Billie (en) de Don Weis : Robert 'Bob' Matthews
- 1969 : Don't Drink the Water d'Howard Morris : Axel Magee
- 1971 : Two on a Bench (TV) : Preston Albright
- 1972 : Me and the Chimp (en) (série télévisée) : Mike Reynolds
- 1972 : Your Money or Your Wife (TV) : Dan Cramer
- 1973 : The Ted Bessell Show (TV)
- 1973 : Scream, Pretty Peggy (en) (TV) de Gordon Hessler : Jeffrey Elliot
- 1973 : What Are Best Friends For? (TV) : Paul Nesbitt
- 1974 : Bobby Parker and Company (TV) : Bobby Parker
- 1979 : Breaking Up Is Hard to Do (TV) : Pete McCann
- 1980 : Good Time Harry (en) (série télévisée) : Harry Jenkins
- 1981 : The Acorn People (TV) : Jesse Hooten
- 1985 : Hail to the Chief (série télévisée) : Oliver Mansfield

### comme Réalisateur
- 1966 : That Girl (série télévisée)
- 1972 : Me and the Chimp (en) (série télévisée)
- 1987 : The Tracey Ullman Show (série télévisée)
- 1991 : Sibs (série télévisée)
- 1993 : Good Advice (série télévisée)

## Dédicaces
Le film Pour le pire et pour le meilleur lui est dédié[réf. souhaitée].